# Albert II de Belgique (timbre)
Pour les articles homonymes, voir Albert II.
Albert II, roi des Belges de 1993 à 2013, figure sur plusieurs séries de timbres-poste d'usage courant belges aux côtés de la série Oiseaux.

## La série de 1963
Avant son règne, le prince Albert est apparu en septembre 1963 sur une série de sept timbres pour le centenaire de la Croix-Rouge. Il y est montré avec son épouse Paola et ses deux premiers enfants Philippe et Astrid.

## Les séries d'usage courant
Jusqu'à présent, Albert II est apparu sous quatre effigies différentes. Les trois premières ont été émise d'abord sous la forme d'un timbre multicolore, puis sous celle de timbre en dégradé d'une couleur. Les quatre séries portent le monogramme royal.

### 1993-1996
La première série est au type « MVTM », dit « sans lunettes ». Elle représente une photographie d'Albert II réalisée par Fernande Kuypers. La mise en page du timbre est de Myriam Voz et Thierry Martin (MVTM) et il est imprimé en héliogravure.
Le premier timbre est émis le 15 décembre 1993. D'une valeur de 16 francs, il est polychrome.
Six valeurs monochromes sont émises en 1994.
Enfin, deux timbres polychromes de 100 et 200 francs sont émis en octobre 1994 et avril 1995 avec la particularité d'être plus grand horizontalement que le reste de la série.

### 1996-1999
La deuxième série est au type « MVTM », dit « avec lunettes ». Elle utilise une photographie de J.P. Van der Eist. La mise en page du timbre est de Myriam Voz et Thierry Martin (MVTM) et il est imprimé en héliogravure.
Le premier timbre, polychrome, est émis le 6 juin 1996 pour le 62e anniversaire du roi.
Onze valeurs monochromes sont émises de 1996 à 1998. Le 19 francs violet est réémis en 1998 : d'une taille plus grande, il a été conditionné en rouleaux de 1 000 à 10 000 timbres.

### 1999-2002
La troisième série est au type « Broux/MVTM » et a été la première à porter une valeur faciale en franc belge et en euro. Le portrait du roi, portant des lunettes, est dessiné par Guillaume Broux. Mis en page par Myriam Voz et Thierry Martin (MVTM), il est imprimé en héliogravure.
Le premier timbre, polychrome, est émis le 1er octobre 1999 et est le premier timbre à valeur faciale exprimée dans les deux monnaies pour préparer la transition vers l'euro.
Huit valeurs monochromes sont émises en 2000 et 2001, ainsi que trois valeurs monochromes grand format. L'une d'entre elles a été conditionnée en rouleaux de timbres.
En mars 2001, le 100 francs grand format type « MVTM sans lunettes » est réutilisé avec une faciale franc/euro.

### 2002- (en cours)
La quatrième série est dite au type « MVTM valeurs en euro ». Reprenant le dessin de Guillaume, le duo de graphistes MVTM crée un portrait monochrome pixelisé, imprimé en héliogravure.
Les premières valeurs sont émises en 2002 et 2003. Les mentions sont modifiées pour certaines émissions depuis 2003 pour inclure le logo « Prior » (courrier en service prioritaire).

### 2005 - (en cours)
La cinquième série (dite « Nouvelle effigie royale Albert II ») est émise le jour de la fête nationale, le 21 juillet 2005, avec un 0,50 euro en quadrichromie et un 0,70 bleu-roi. Le timbre horizontal, à cause de la bande « PRIOR » signalant le caractère prioritaire, a été mis en page par Myriam Voz et Thierry Martin (MVTM) et imprimé en héliogravure. Albert II est représenté en uniforme de général ; l'image est bordée à gauche par la bande Prior.
Le 1er octobre 2007, une version modifiée de la cinquième série est émise : sans bande « PRIOR », ces timbres verticaux ont pour valeur faciale à validité permanente un numéro. Chaque tarif intérieur correspond à un nombre de points multiples de 0,52 € : l'usager doit coller autant de points que nécessaires à son envoi.

### Timbres commémoratifs
Depuis son avènement, Albert II est apparu régulièrement sur des timbres commémoratifs belges. Les principales occasions ont été :
- les événements liés à l'histoire du royaume : un timbre en argent en 2005 pour le 175e anniversaire du royaume (voir ci-dessous),
- les événements de sa vie : Fête du roi, anniversaire de mariage,
- les représentations de la famille royale : les émissions « Promotion de la philatélie » liées à l'exposition Bruphila '99, le mariage du prince Philippe et un hommage au roi Baudouin.

Le 21 juillet 2005, un timbre autocollant en argent est émis pour le 175e anniversaire du royaume (indépendance du royaume) et le 25e anniversaire des institutions fédérales ; il représente les rois Léopold Ier et Albert II. Le tirage de ce timbre d'une valeur faciale de 4 euros est de 110 000 exemplaires vendus 10 euros dans une pochette contenant un bloc-feuillet et des textes sur l'histoire de la Belgique.

### Sources
- Catalogue officiel de timbres-poste, Bruxelles, éd. Chambre professionnelle belge des négociants en timbres-poste, 2005.